# Bohnanza: Das Duell
Bohnanza: Das Duell ist ein Kartenspiel für zwei Spieler von dem deutschen Spieleautor Uwe Rosenberg, das als eigenständiges Zwei-Personen-Spiel auf dessen bekanntem Bohnanza-Spiel aufbaut. Es wurde im Jahr 2016 vom Verlag Amigo herausgegeben, ein Jahr später erschien eine englische Version bei Rio Grande Games.

## Spielprinzip
Das grundsätzliche Spielprinzip von Bohnanza: Das Duell ist an das Mehrpersonenspiel Bohnanza angelehnt. Wie bei diesem geht es darum, Bohnenfelder mit verschiedenen Bohnentypen anzubauen und diese mit maximalem Gewinn zu ernten. Der Gewinner des Spiels ist der Spieler, der am Ende das meiste Geld (Taler) erwirtschaftet hat.
Das Spielmaterial ist sprachneutral und besteht aus 104 Bohnenkarten in acht verschiedenen Typen (Gartenbohne, Rote Bohne, Augenbohne, Sojabohne, Brechbohne, Saubohne, Feuerbohne und Blaue Bohne) mit blauer Rückseite, 32 Bohnuskarten mit gelber Rückseite, acht Geschenkkarten und zwei Bohnenfeld-Ablagen.

### Spielvorbereitung
Zu Beginn des Spiels werden die Bohnuskarten und die Bohnenkarten separat gemischt und als Nachziehstapel verdeckt bereit gelegt. Zwischen die beiden Stapel werden die acht Geschenkkarten aufsteigend ausgelegt. Jeder Spieler bekommt eine Bohnenfeld-Ablage, drei Bohnenkarten als Taler (umgedreht), fünf Bohnenkarten und drei Bohnuskarten. Die Bohnenkarten nimmt der Spieler in der Reihenfolge auf die Hand, in der er sie zieht, und fächert sie auf. Dabei muss also die zuerst bekommene Karte ganz vorn liegen.

### Spielablauf
Beginnend mit dem Startspieler spielen beide Spieler abwechselnd. Ein Zug beginnt damit, dass ein Spieler die erste seiner Bohnenkarten von der Hand auf ein freies Feld der Bohnenfeld-Ablage auslegt. Dabei kann er eine Bohne auf ein leeres Feld, auf eine Karte mit der gleichen Bohnenart oder auf eine Karte mit einem Bohnenwert, der genau eine Stufe unter der neuen Karte liegt, legen. Kann er seine Karte nicht auslegen, muss er vorher ein Feld abernten, um dieses für den Anbau zu leeren, und bekommt dafür die auf der jeweils untersten Karte des Feldes angegebenen Münzen für die angegebene Anzahl Bohnenkarten auf dem Feld, unabhängig von den Bohnentypen in der Reihe; Münzen bekommt der Spieler, indem er die genannte Münzanzahl in Form von Bohnenkarten umdreht und als Münzen auf seinen Münzstapel legt. Nachdem er die erste Bohnenkarte gelegt hat, darf er auch die zweite Karte ausspielen und anbauen. Eine Bohnenernte darf ein Spieler jederzeit durchführen, sowohl im eigenen Zug wie auch im Zug des Gegners.
Nachdem er eine oder zwei Bohnenkarten angebaut hat, deckt der Spieler drei Bohnenkarten vom Nachziehstapel auf. Er muss nun dem Gegner eine der Karten oder eine eigene (verdeckte) Handkarte als Geschenk anbieten, indem er die entsprechende Geschenkkarte in dessen Richtung schiebt. Nimmt der Gegner das Geschenk an, legt er dieses quer neben seine eigenen Bohnenfelder. Lehnt der Spieler das Geschenk ab, muss er selbst eine seiner Karten als Geschenk anbieten, das der aktive Spieler annehmen oder ablehnen kann. Beide Spieler dürfen beim Angebot auch bluffen, indem sie eine Karte anbieten, die ihnen nicht zur Verfügung steht; wählt der Gegner diese Karte, muss ihm der Spieler stattdessen eine Münze von seinem Münzstapel geben. Ein Spieler darf allerdings nie einen Kartentyp anbieten, der im gleichen Zug bereits einmal von ihm oder dem Gegner angeboten wurde. Die Geschenkphase geht so lang, bis ein Spieler ein Geschenk annimmt.
Nachdem das Geschenk verteilt wurde, bauen beide Spieler beginnend mit dem Startspieler die nun vor ihnen liegenden neuen Bohnenkarten in beliebiger Reihenfolge einzeln nacheinander auf ihren Feldern an. Der aktive Spieler darf eine Karte auf den Ablagestapel legen, alle anderen Bohnen müssen angebaut werden und im Fall, dass sie dies nicht können, müssen sie zum Leeren der Felder eigene Bohnenfelder ernten. Am Ende des Zuges dürfen beide Spieler jeweils eine Bohnuskarte abwerfen und sich dafür eine neue ziehen. Der aktive Spieler beendet den Zug, indem er zwei neue Bohnenkarten auf die Hand nachzieht und hinter seine bisherigen Handkarten einreiht.
Die Bohnuskarten kann ein Spieler jederzeit einlösen, wenn er mit einer Auslage die auf der Bohnuskarte angegebene Kartenreihenfolge erfüllt. Er legt erfüllte Karten auf seinen Münzstapel und bekommt in der Endwertung die angegebene Anzahl Groschen zu seinem Ergebnis hinzu (100 Groschen = 1 Taler).
Das Spiel endet, wenn der Nachziehstapel der Bohnenkarten aufgebraucht ist. Die Spieler spielen die laufende Runde zu Ende bis zum Anbau der letzten Karten und rechnen die Felder auf ihren Bohnenfeld-Ablagen ab. Gewinner ist der Spieler, der die höchste Summe aus Münzen aus dem Bohnennanbau, Münzen auf den Bohnuskarten und Bohnusgroschen erreicht.

## Ausgaben und Rezeption
Bohnanza: Das Duell wurde von Uwe Rosenberg entwickelt und erschien 2016 bei dem deutschen Spieleverlag Amigo. 2017 veröffentlichte Rio Grande Games eine englischsprachige Version des Spiels. 2020 erschien das Spiel als „Deluxe Geburtstagsausgabe“ bei Amigo in einer größeren Schachtel mit einem zusätzlichen Spielplan, 32 Bonuskarten, acht Geschenkchips und zwei Bohnenfeld-Ablagen.
2017 wurde Bohnanza: Das Duell auf den Platz 7 des  À-la-carte-Kartenspielpreises der Zeitschrift Fairplay gewählt. Zudem wurde es ebenfalls 2017 mit dem Spielepreis DuAli des Ali Baba Spieleclubs ausgezeichnet.

## Turniere
Seit 2017 veranstaltet der Eventservice von Amigo eine jährliche Bohnanza-Turnierserie, bei der die Mitspieler das Spiel Bohnanza: Das Duell spielen. Die Vorserie fand 2017 vom 1. April bis 28. Mai und die Deutsche Meisterschaft am 11. Juni 2017 statt. 2018 finden die Vorrundentermine vom 1. März bis zum 19. August statt, die Deutsche Meisterschaft soll am 15. und 16. September 2018 stattfinden.

## Belege
1. ↑  Versionen von Bohnanza: Das Duell bei boardgamegeek; abgerufen am 14. April 2018.
2. 1 2 3 4 5 6 7 8  Bohnanza: Das Duell, Offizielle Spielregeln als Download bei Bohnanza: Das Duell (Memento des Originals vom 2. September 2016 im Internet Archive)  Info: Der Archivlink wurde automatisch eingesetzt und noch nicht geprüft. Bitte prüfe Original- und Archivlink gemäß Anleitung und entferne dann diesen Hinweis. auf der Website von Amigo; abgerufen am 14. April 2018.
3. 1 2  
Versionen von Bohnanza: Das Duell in der Spieledatenbank BoardGameGeek (englisch); abgerufen am 9. Juli 2022.
4. ↑  Bohnanza-Turnierserie 2017 (Memento des Originals vom 13. Juni 2017 im Internet Archive)  Info: Der Archivlink wurde automatisch eingesetzt und noch nicht geprüft. Bitte prüfe Original- und Archivlink gemäß Anleitung und entferne dann diesen Hinweis.; abgerufen am 14. April 2018.
5. ↑  Bohnanza-Turnierserie 2018 (Memento des Originals vom 1. Mai 2018 im Internet Archive)  Info: Der Archivlink wurde automatisch eingesetzt und noch nicht geprüft. Bitte prüfe Original- und Archivlink gemäß Anleitung und entferne dann diesen Hinweis.; abgerufen am 14. April 2018.